# Сельское поселение Старое Усманово
Сельское поселение Старое Усманово — муниципальное образование в составе Камышлинского района Самарской области.
Административный центр — село Старое Усманово.

## Население
Проживает около 1000 человек; в основном — татары и чуваши.

## Административное деление
В состав сельского поселения входят:
- село Старое Усманово,
- село Неклюдово,
- деревня Неклюдово-Дурасово,
- село Никиткино,
- посёлок Старая Чаговка,
- деревня Хмелевка.

## Администрация
Руководитель сельского поселения — Председатель Собрания представителей сельского поселения Шайдуллин Мидхат Исламутдинович (избран 9 октября 2005 года).
В Собрании Представителей имеется 4 комиссии:
1. Комиссия по бюджету, финансам и налогам (председатель — Артёмов Валерий Петрович),
2. Комиссия по правовым вопросам, охраны общественного порядка, мандатная и по вопросам этики (председатель — Кондратенко Александр Григорьевич),
3. Комиссия по социальным вопросам и жизнеобеспечению населения (председатель — Шайдуллин Марат Исламутдинович),
4. Комиссия по сельскому хозяйству (председатель — Абрамов Николай Владимирович).